# József Attila verseit énekli Koncz Zsuzsa
A József Attila verseit énekli Koncz Zsuzsa című CD Koncz Zsuzsa negyedik verslemeze. 2005-ben jelent meg, József Attila születésének századik évfordulójára.

## Az album dalai
1. Kertész leszek (Bródy János – József Attila) 4.09
2. Nyolcesztendős lányok (Szörényi Levente – József Attila) 2.16
3. Bolyongok (Bródy János – József Attila) 3.17
4. Betlehemi királyok (Tolcsvay László – József Attila) 3.05
5. Szállj, költemény (Bródy János – József Attila) 2.31